# Apoplanesia
Apoplanesia je rod mahunarki iz tribusa Amorpheae, dio potporodice Faboideae. Postoje svega dvije priznate vrste iz Srednje i Južne Amerike.

## Vrste
1. Apoplanesia cryptopetala Pittier, Venezuela
2. Apoplanesia paniculata C.Presl